# 愛知県立尾北高等学校
愛知県立尾北高等学校（あいちけんりつびほくこうとうがっこう）は、愛知県江南市北山町西4番地にある県立の高等学校である。

## 概要
元は、県立丹羽高校（現在の愛知県立丹羽高等学校（新設高校）とは別。以下「旧・丹羽高」）と町立古知野高校（現在の愛知県立古知野高等学校（小牧高校の分割から）とは別）が1948年（昭和23年）に統合されて成立したものであるが、旧・丹羽高の前身となる郡立→県立丹羽高等女学校は1922年（大正11年）に設立されており、90年以上の伝統を誇っている。
昨今では国際交流に力を入れており、カナダのユニバーシティヒルセカンダリースクールと姉妹提携を結んでいる。
2002年（平成14年）には普通科に国際コミュニケーションコースを新設。後に三河地区から進学可能な英語科に改編し、さらに2013年（平成25年）からは国際教養科となっている。
また、男女共学であるが女生徒の割合のほうが高い。
2021年（令和3年）には創立100周年を迎えた。

### 指導の特徴
- 「細やかな学習指導により個々の能力を伸ばす」
- 「適正な進路指導による進路希望の実現」
- 「指導性や協調性を発揮できる能力の育成」
- 「先進的英語教育で国際コミュニケーション能力の向上」
- 「部活動や学校行事を通して体力と気力と豊かな心の育成」
- 「国際理解教育の推進」

国際交流や外国語学習が主な国際教養科に力を入れている当校らしくALTが常駐しており、更に普通科の生徒であっても国際交流の機会はとても多い。

### 校訓
- 「勤勉・誠実・規律」
  - 勤勉で誠実な気風を伸ばし、豊かな知性を身につけ、規律を守り、自主自立の態度を養って心身ともに健康で明朗な人材を育てるという意味が込められている[3]。

## 沿革

### 丹羽高等学校
- 1922年（大正11年）3月24日 - 丹羽郡立丹羽高等女学校が設立。
- 1923年（大正12年）4月1日 - 県に移管し、愛知県立丹羽高等女学校となる。
- 1948年（昭和23年）4月1日 - 学制改革に伴い、愛知県立丹羽高等学校と改称する。

### 古知野高等学校
- 1941年（昭和16年）3月28日 - 古知野町立実践女学校が設立。
- 1948年（昭和23年）4月1日 - 学制改革に伴い、愛知県立古知野高等学校と改称する。
- 1948年（昭和23年）9月30日 - 県に移管。

### 尾北高等学校
- 1948年（昭和23年）10月1日 - 丹羽高等学校と古知野高等学校の統合に伴い、愛知県立尾北高等学校設立。普通科・家庭科・商業科を設ける。
- 1954年（昭和29年）2月25日 - 校旗を樹立する。
- 1954年（昭和29年）6月1日 - 市町村合併により学校の所在地が江南市となる。
- 1954年（昭和29年）11月3日 - 校歌を制定する。
- 1962年（昭和37年）12月31日 - 講堂兼体育館の建物竣工。
- 1963年（昭和38年）4月1日 - 家庭科の新規募集を停止。
- 1964年（昭和39年）2月29日 - 西館が竣工。
- 1968年（昭和43年）8月31日 - 北館が竣工。
- 1971年（昭和46年）4月1日 - 商業科の新規募集を停止。
- 1971年（昭和46年）6月30日 - プールが竣工。
- 1972年（昭和47年）2月5日 - 本館が竣工。
- 1972年（昭和47年）5月4日 - 創立50周年の記念式を執り行う。
- 1977年（昭和52年）3月19日 - 武道場が竣工。
- 1981年（昭和56年）9月12日 - 創立60周年の記念式を執り行う。
- 1982年（昭和57年）8月31日 - 新たに建て直した校門が竣工。
- 1983年（昭和58年）3月25日 - 新たに建て直した体育館竣工。
- 1991年（平成3年）11月9日 - 創立70周年の記念式を執り行う。また、カナダのユニバーシティヒルセカンダリースクールと姉妹校提携を結び、校訓碑と時計塔兼ミュージックタワー（「花」・「家路」がそれぞれ日1回流れる）を建立。
- 1992年（平成4年）2月20日 - 西館の改修工事が終了する。
- 1999年（平成11年）12月22日 - 北館の改修工事が終了する。
- 2001年（平成13年） - 創立80周年の記念行事を執り行う。
- 2002年（平成14年）4月1日 - 新たに普通科の中に国際コミュニケーションコースを新設する。
- 2007年（平成19年）4月1日 - 英語科新設。
- 2013年（平成25年）4月1日 - 英語科を国際教養科に再編。

## 基礎データ

### 所在地
- 愛知県江南市北山町西4番地

### アクセス
- 名鉄犬山線の布袋駅から徒歩で約5分。

## 部活動

### 運動部
- 水泳部
- サッカー部
- ソフトボール部
- 女子バスケットボール部
- 男子バスケットボール部
- 女子バドミントン部
- 男子バドミントン部
- 女子バレーボール部
- 男子バレーボール部
- ハンドボール部女子
- ハンドボール部男子
- ラグビー部
- 女子テニス部
- 男子テニス部
- 硬式野球部
- 陸上競技部

### 文化部
- 英語部
- 演劇部
- 家庭科部
- 茶華道部
- 美術部
- ジャズアンサンブル部
- ダンス部

## 周辺
- 江南市立布袋中学校（隣接地）

## 出身者
- 堀元 - 江南市市会議員、元江南市長。
- 平松秀敏 - 元プロ野球選手